# Браун, Чарльз Брокден
Чарльз Брокден Браун (англ. Charles Brockden Brown; 1771—1810) — американский публицист и редактор.

## Биография
Чарльз Брокден Браун родился 17 января 1771 года в городе Филадельфии.
Сперва изучал юриспруденцию, но вскоре решил посвятить свою жизнь литературе и в 1793 году издал сборник статей под заглавием «Sky Walks».

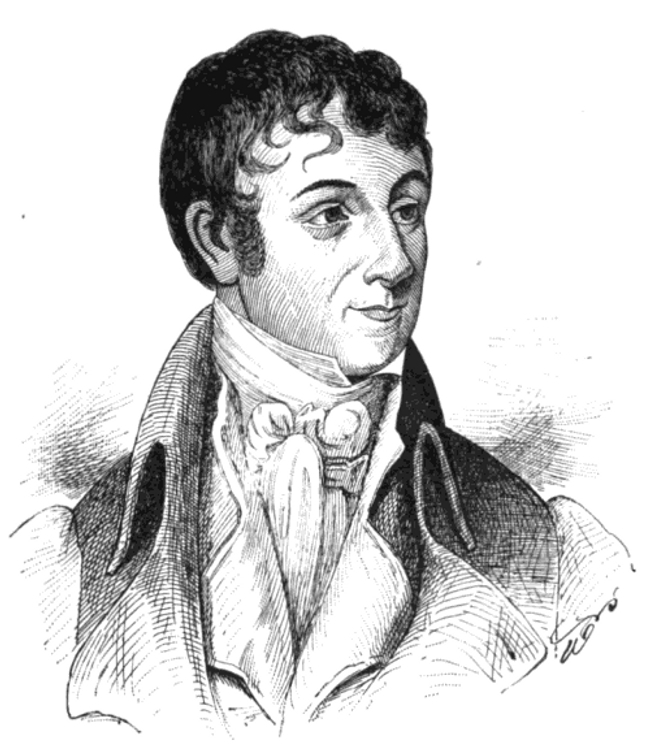
Ч. Б. Браун

В 1799 году Браун основал «Monthly Magazine», который просуществовал около года, а в 1806 году — «Amencan Register», пять томов которого он издавал и редактировал до самой своей смерти.
В первой своей повести «Wieland, or the transformation» (1798) он изобразил картину заблуждений, к которым может привести религиозный фанатизм. Вслед за этой повестью последовали: «Ormond», «Arthur Mervyn» и «Edgar Huntly».
В своих произведениях Броун любил изображать шокирующие стороны жизни, но большинство подобных рассказов писателя быстро потеряли актуальность.
Полное собрание его сочинений было впервые издано в Бостоне в 1827 году (следующее издание, вышло в 6 томах в Филадельфии в 1857 году).
Чарльз Брокден Браун умер 22 февраля 1810 года в родном городе.

## Русские переводы.
- Браун Ч. Б. Предисловие к роману "Виланд". // Эстетика американского романтизма. М.: Искусство, 1977. С. 30-31.